# Fischenthal
Fischenthal je obec v kantonu Curych ve Švýcarsku. Žije zde přibližně 2 500 obyvatel.

## Geografie
Fischenthal je nejvýše položená obec Tössberglandu a celého kantonu Curych; na jeho území leží jeho nejvyšší hora, Schnebelhorn s výškou 1291 m n. m. K obci Fischenthal patří osady Steg im Tösstal a Gibswil. Území obce má rozlohu 30,25 km² a je tak také největší venkovskou obcí kantonu Curych. Město Winterthur je vzdáleno vzdušnou čarou 24 km a město Curych vzdušnou čarou 30 km. Nejvyšší bod obce se nachází na Schnebelhornu ve výšce 1291 m n. m., nejnižší u Lenzen ve výšce 676 m n. m.
Sousedními obcemi Fischenthalu jsou po směru hodinových ručiček Mosnang a Eschenbach v kantonu St. Gallen a Wald, Hinwil, Bäretswil a Bauma. Severně od Hörnli se nachází trojmezí kantonů St. Gallen, Thurgau a Curych.

## Historie

Letecký pohled (1919)

Nejstarší listina, ve které je zmíněno jméno Fiskinestal, pochází z roku 876. Tehdy byly majetky ve Fischenthalu darovány klášteru sv. Havla (St. Gallen). Předpokládá se, že údolí dal jméno alamanský osadník jménem Fiskin. Ve 13. století byl Fischenthal začleněn do habsburské domény. Ale již v roce 1301 zastavili Habsburkové fojtství Fischenthal, které pak ještě několikrát změnilo majitele, než bylo roku 1425 postoupeno městu Curych. Od roku 1542 byl Fischenthal součástí panství Grüningen. V roce 1798 byl přidělen okresu Wald, v roce 1803 okresu Uster, poté vrchnímu úřadu Grüningen a nakonec v roce 1831 okresu Hinwil.
Rozmach zažilo území v době domácí textilní výroby v 18. a na začátku 19. století. Výdělek přinášelo nejprve ruční předení, poté ruční tkaní. Místo dřívější chudoby nastoupila jistá blahobytnost, dokud mechanické tkalcovské stavy ve fabrikách v nížině domácí řemesla neukončily. Mnohá obydlí byla opuštěna. Kanton pomohl tím, že zejména v pramenné oblasti řeky Töss vykoupil půdu a zalesnil ji. Dnes je oblast kolem Tössstocku chráněným územím pro zvěř, kde se vyskytují i kamzíci.

## Obyvatelstvo
| Vývoj počtu obyvatel | Vývoj počtu obyvatel | Vývoj počtu obyvatel | Vývoj počtu obyvatel | Vývoj počtu obyvatel | Vývoj počtu obyvatel | Vývoj počtu obyvatel | Vývoj počtu obyvatel | Vývoj počtu obyvatel | Vývoj počtu obyvatel | Vývoj počtu obyvatel | Vývoj počtu obyvatel |
| -------------------- | -------------------- | -------------------- | -------------------- | -------------------- | -------------------- | -------------------- | -------------------- | -------------------- | -------------------- | -------------------- | -------------------- |
| Rok                  | 1634                 | 1771                 | 1836                 | 1850                 | 1900                 | 1941                 | 1950                 | 1960                 | 1980                 | 2000                 |                      |
| Počet obyvatel       | 466                  | 1789                 | 2814                 | 2394                 | 2052                 | 1694                 | 1837                 | 1987                 | 1605                 | 1961                 |                      |

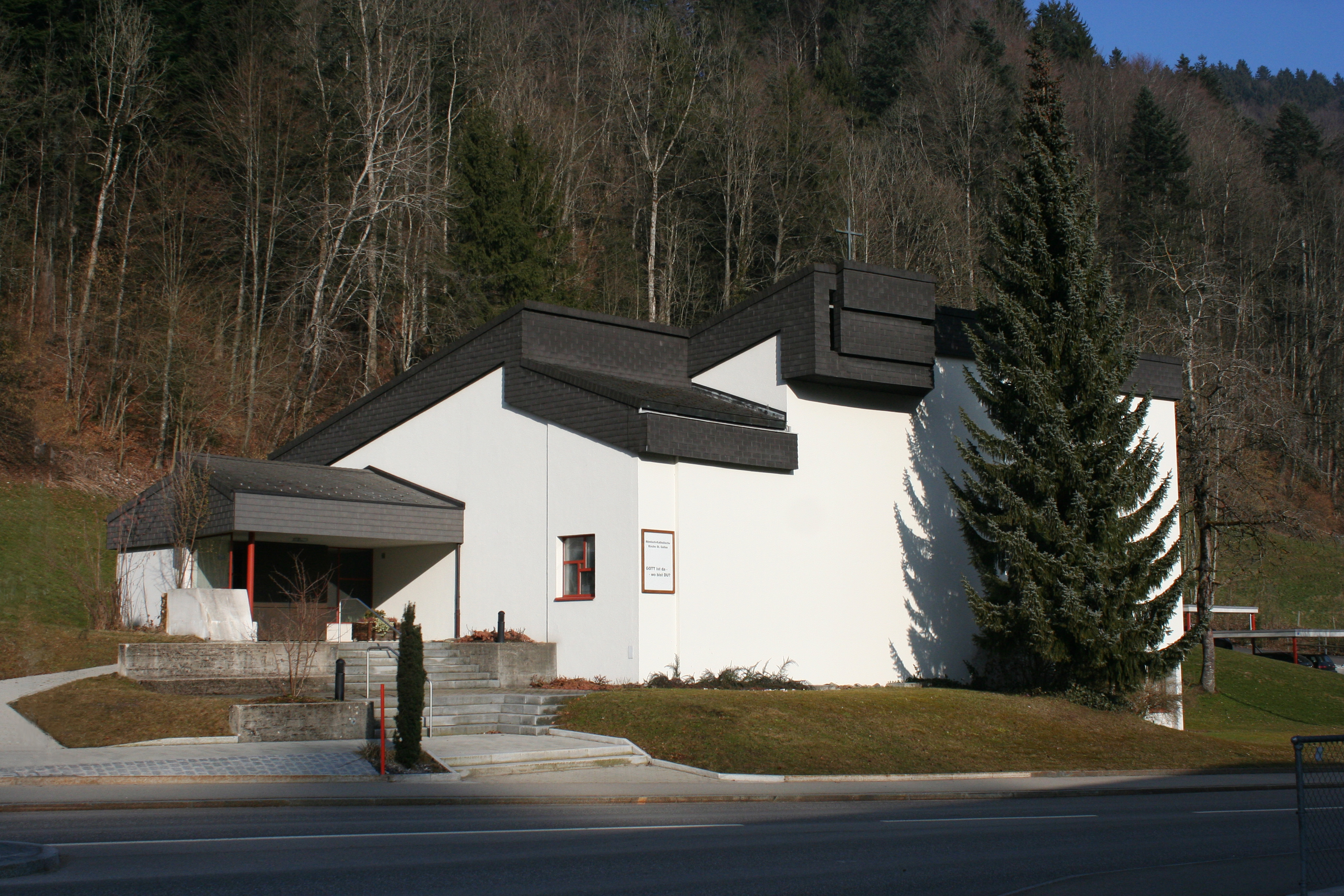
Katolický kostel

V roce 2024 se hlásilo 39,9 % populace k evangelické reformované církvi a 17,4 % k římskokatolické církvi. 42,7 % obyvatel mělo jinou nebo žádnou konfesní příslušnost.

## Hospodářství

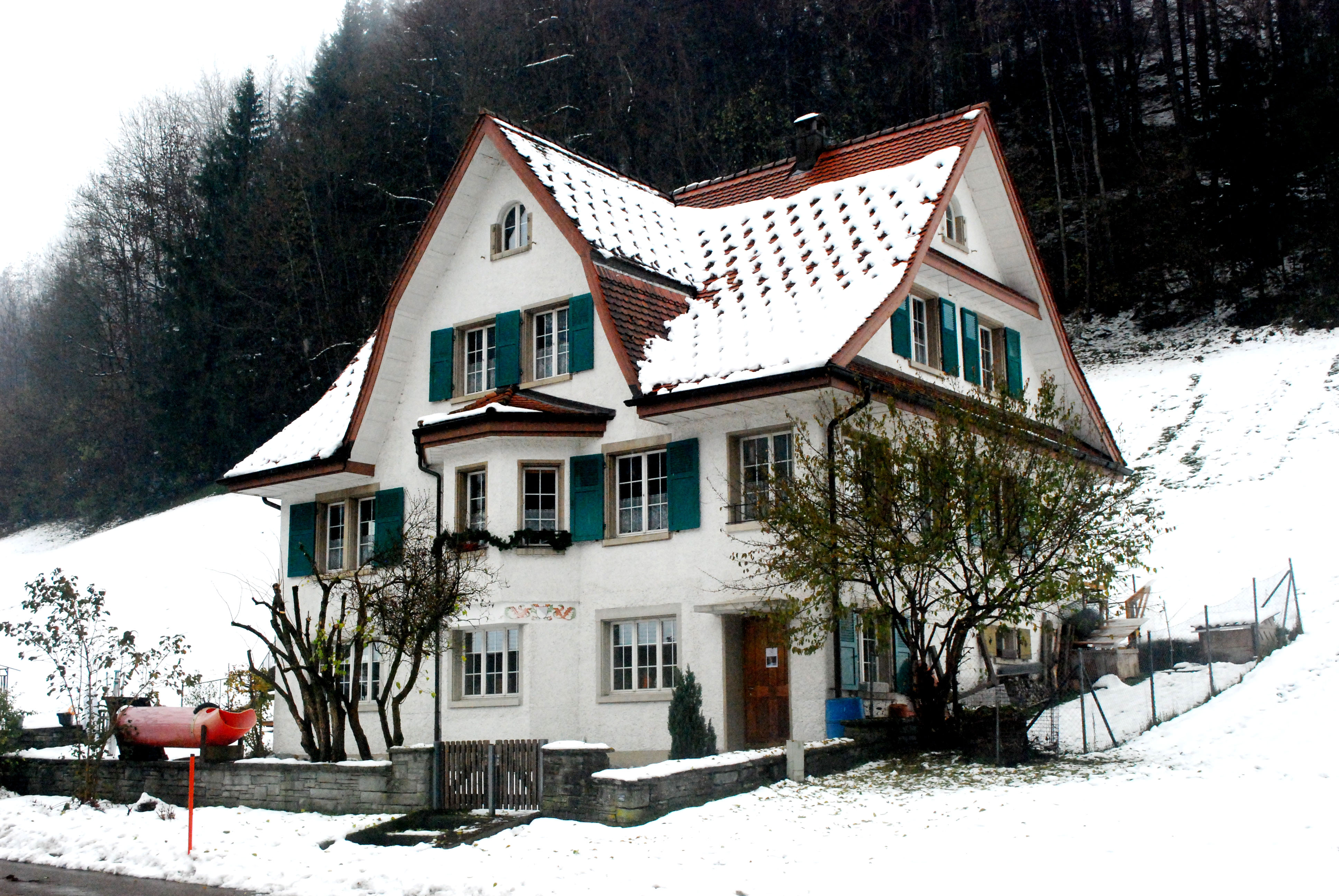
Obecní muzeum

V hornaté části obce převládalo pastevectví; orná půda v nižších polohách výrazně ustoupila s nástupem textilní domácí výroby v 18. století. V roce 1787 zaměstnávalo předení bavlny 60 % obyvatelstva. Po roce 1840 došlo v důsledku velké chudoby k vystěhovalectví, i když ruční tkaní, dřevozpracující a košíkářský průmysl a také výšivky přinesly novou domácí práci. Hlavní údolí bylo zpřístupněno v roce 1839 výstavbou silnice Bauma–Wald a v roce 1876 železničními stanicemi Steg, Fischenthal a Gibswil. Podél této dopravní osy vznikly mechanické přádelny (1817, 1860) a tkalcovny (1868, 1906). Intenzivní odlesňování v pramenné oblasti řeky Töss vedlo v letech 1850–1880 k erozi a záplavám. Proto kanton Curych v letech 1898–1920 zalesnil opuštěné strmé svahy. Následně se oblast vyvinula v turistickou a rekreační oblast. V letech 1970–1971 byl ve Schmittenbachu postaven katolický kostel zasvěcený svatému Gallovi. V 90. letech 20. století bylo v údolních osadách pozorováno zvýšené stavební úsilí, které vedlo k výraznému nárůstu počtu obyvatel.

## Doprava
Obec Fischenthal a osady Steg im Tösstal a Gibswil jsou napojeny na curyšskou S-Bahn (do roku 1918 Tösstalbahn) linkou S26 Winterthur – Bauma – Rüti, kterou provozuje společnost Thurbo, každá s vlastní zastávkou. 
Autobusovou linku provozuje dopravní svaz Verkehrsbetriebe Zürichsee und Oberland (VZO). Hlavní osou je silnice Tösstalstrasse Winterthur – Turbenthal – Bauma – Rapperswil přes Fischenthal, jako nejkratší spojení z Winterthuru do kantonu St. Gallen. 

## Osobnosti
- Philipp Schoch (* 1979), švýcarský snowboardista